# Cicadula aurantipes
Cicadula aurantipes är en insektsart som beskrevs av Edwards 1894. Cicadula aurantipes ingår i släktet Cicadula och familjen dvärgstritar. Inga underarter finns listade i Catalogue of Life.